# Ogcogaster tessellata
Ogcogaster tessellata is een insect uit de familie van de vlinderhaften (Ascalaphidae), die tot de orde netvleugeligen (Neuroptera) behoort. 
Ogcogaster tessellata is voor het eerst wetenschappelijk beschreven door Westwood in 1847.